# Sparks & Sparks
Sparks & Sparks (Originaltitel: Sparks) ist eine US-amerikanische Sitcom, die von 1996 bis 1998 in zwei Staffeln und 40 Folgen vom Sender UPN produziert und ausgestrahlt wurde.
In Deutschland lief die Serie von 1997 bis 1998 auf Super RTL unter dem Titel „Sparks & Sparks“.

## Inhalt
Die Serie handelt von der Anwaltskanzlei „Sparks, Sparks & Sparks“. Sie setzt sich zusammen aus dem Vater Alonso Sparks (gespielt von James Avery), dem Gründer des Unternehmens, sowie seinen Söhnen Maxey & Greg Sparks. Während Maxey seinen Beruf kaum ernst nimmt und sich mehr für Frauen interessiert, nimmt Greg seine Arbeit sehr ernst. Nach zwei Staffeln wurde die Serie aufgrund von niedrigen Einschaltquoten abgesetzt. Außerdem sind in der Serie die attraktive Frau Wilma Cuthbert, auf die beide Brüder stehen, die mürrische Büroleiterin Darice Mayberry sowie die Assistentin La Marr Hicks mit von der Partie.